# Patrick Guis
Patrick Guis est un photographe français, né le 11 janvier 1946 à Nice.

## Association Annie Kriegel
Patrick Guis  est membre du bureau de l'Association d'études et de recherches en sciences sociales « Annie Kriegel ». Cette association a été fondée après la mort d'Annie Kriegel. L'historien Emmanuel Le Roy Ladurie en est le président et Stéphane Courtois le secrétaire général, Pascal Cauchy, Alain Besançon et Arthur Kriegel (auteur de mémoires "La vie est un cadeau") en font partie.

## Club des Studios Photo Parisiens
Patrick Guis a fondé en 2009 le Club des Studios Photo Parisiens